# Großer Preis von Las Vegas 1982
Der Große Preis von Las Vegas 1982 (offiziell 2nd Caesars Palace Grand Prix) fand am 25. September auf dem Caesars Palace Grand Prix Circuit in Paradise statt und war das 16. und letzte Rennen der Formel-1-Weltmeisterschaft 1982.

## Berichte

### Hintergrund
Obwohl er in seiner Formel-1-Karriere bis zu diesem Zeitpunkt lediglich einen einzigen Sieg verbuchen konnte, ging Keke Rosberg als klarer Favorit in das Saisonfinale, das wie bereits im Jahr zuvor auf einem temporären Kurs auf dem Parkplatz des Caesars Palace ausgetragen wurde. Sein einzig verbliebener Konkurrent war John Watson, da der in der WM-Tabelle auf dem zweiten Rang liegende Didier Pironi verletzungsbedingt nicht antreten konnte. Watson hatte in der Saison 1982 ebenfalls zwei Siege erreicht und hätte, um Weltmeister zu werden, den Finallauf gewinnen und zudem hoffen müssen, dass Rosberg keine Punkte erzielt.

### Training
Alain Prost erzielte die zehnte Renault-Pole des Jahres vor seinem Teamkollegen René Arnoux. Die zweite Reihe setzte sich aus dem Tyrrell von Michele Alboreto und dem Ligier von Eddie Cheever zusammen. Riccardo Patrese und Rosberg bildeten die dritte Reihe vor den beiden Ferrari-Piloten Mario Andretti und Patrick Tambay.
Infolge eines schweren Trainingsunfalls wurde Jean-Pierre Jarier vom restlichen Rennwochenende abgemeldet. Tommy Byrne rückte dafür in die Startaufstellung nach.

### Rennen
Tambay entschied sich aufgrund gesundheitlicher Probleme erneut, auf das Rennen zu verzichten. Da nach einem Motorschaden im Training kein Ersatzaggregat zur Verfügung stand, musste auch Roberto Guerrero den Start absagen, sodass nur 24 statt 26 Fahrzeuge das Rennen antraten.
Die beiden Renault-Piloten behielten ihre Positionen bei, wobei sich Prost zunächst gegenüber Arnoux behaupten konnte. Dieser überholte ihn jedoch in der zweiten Runde und behielt daraufhin die Führung, bis Prost in der 15. Runde den Spitzenplatz zurückeroberte. Kurz darauf schied Arnoux aufgrund eines Motorschadens aus. Hinter Prost folgte ab diesem Zeitpunkt Alboreto vor Watson, Cheever, Andretti und Rosberg.
Da Prost durch starke Vibrationen behindert wurde, gelang es Alboreto in der 52. Runde, die Führung zu übernehmen. Watson gelangte kurz darauf auf den zweiten Rang, der ihm allerdings nicht zum Gewinn des Titels reichte, zumal sich Rosberg als Fünfter ebenfalls in den Punkterängen befand. Da Prost während der letzten Runden stetig langsamer wurde, gelangte Cheever letztlich auf den dritten Rang.
Alboreto gewann zum ersten Mal einen Grand Prix und wurde der elfte verschiedene Saisonsieger. Rosberg, der zwei Rennen zuvor beim Großen Preis der Schweiz ebenfalls seinen ersten Grand-Prix-Sieg hatte feiern dürfen, stand als Weltmeister 1982 fest, ebenso wie Ferrari in der Konstrukteurswertung. Erst zum zweiten Mal nach Mike Hawthorn im Jahr 1958 wurde ein Fahrer mit nur einem einzigen Saisonsieg Weltmeister.

## Meldeliste
| Team                           | Nr. | Fahrer             | Chassis        | Motor                    | Reifen |
| ------------------------------ | --- | ------------------ | -------------- | ------------------------ | ------ |
| Parmalat Racing Team           | 01  | Nelson Piquet      | Brabham BT50   | BMW M12/13 1,5 L4t       | G      |
| Parmalat Racing Team           | 02  | Riccardo Patrese   | Brabham BT50   | BMW M12/13 1,5 L4t       | G      |
| Team Tyrrell                   | 03  | Michele Alboreto   | Tyrrell 011    | Ford Cosworth DFV 3.0 V8 | G      |
| Team Tyrrell                   | 04  | Brian Henton       | Tyrrell 011    | Ford Cosworth DFV 3.0 V8 | G      |
| TAG Williams Team              | 05  | Derek Daly         | Williams FW08  | Ford Cosworth DFV 3.0 V8 | G      |
| TAG Williams Team              | 06  | Keke Rosberg       | Williams FW08  | Ford Cosworth DFV 3.0 V8 | G      |
| Marlboro McLaren International | 07  | John Watson        | McLaren MP4/1B | Ford Cosworth DFV 3.0 V8 | M      |
| Marlboro McLaren International | 08  | Niki Lauda         | McLaren MP4/1B | Ford Cosworth DFV 3.0 V8 | M      |
| Team ATS                       | 09  | Manfred Winkelhock | ATS D5         | Ford Cosworth DFV 3.0 V8 | G      |
| Team ATS                       | 10  | Eliseo Salazar     | ATS D5         | Ford Cosworth DFV 3.0 V8 | G      |
| John Player Team Lotus         | 11  | Elio de Angelis    | Lotus 91       | Ford Cosworth DFV 3.0 V8 | G      |
| John Player Team Lotus         | 12  | Nigel Mansell      | Lotus 91       | Ford Cosworth DFV 3.0 V8 | G      |
| Ensign Racing                  | 14  | Roberto Guerrero   | Ensign N181    | Ford Cosworth DFV 3.0 V8 | P      |
| Équipe Renault Elf             | 15  | Alain Prost        | Renault RE30B  | Renault EF1 1.5 V6t      | M      |
| Équipe Renault Elf             | 16  | René Arnoux        | Renault RE30B  | Renault EF1 1.5 V6t      | M      |
| Rothmans March Grand Prix Team | 17  | Rupert Keegan      | March 821      | Ford Cosworth DFV 3.0 V8 | P      |
| Rothmans March Grand Prix Team | 18  | Raul Boesel        | March 821      | Ford Cosworth DFV 3.0 V8 | P      |
| Fittipaldi Automotive          | 20  | Chico Serra        | Fittipaldi F9  | Ford Cosworth DFV 3.0 V8 | P      |
| Marlboro Team Alfa Romeo       | 22  | Andrea de Cesaris  | Alfa Romeo 182 | Alfa Romeo 1260 3.0 V12  | M      |
| Marlboro Team Alfa Romeo       | 23  | Bruno Giacomelli   | Alfa Romeo 182 | Alfa Romeo 1260 3.0 V12  | M      |
| Équipe Talbot Gitanes          | 25  | Eddie Cheever      | Ligier JS19    | Matra MS81 3.0 V12       | M      |
| Équipe Talbot Gitanes          | 26  | Jacques Laffite    | Ligier JS19    | Matra MS81 3.0 V12       | M      |
| Scuderia Ferrari SpA SEFAC     | 27  | Patrick Tambay     | Ferrari 126C2  | Ferrari 021 1.5 V6t      | G      |
| Scuderia Ferrari SpA SEFAC     | 28  | Mario Andretti     | Ferrari 126C2  | Ferrari 021 1.5 V6t      | G      |
| Arrows Racing Team             | 29  | Marc Surer         | Arrows A5      | Ford Cosworth DFV 3.0 V8 | P      |
| Arrows Racing Team             | 30  | Mauro Baldi        | Arrows A4      | Ford Cosworth DFV 3.0 V8 | P      |
| Osella Squadra Corse           | 31  | Jean-Pierre Jarier | Osella FA1D    | Ford Cosworth DFV 3.0 V8 | P      |
| Theodore Racing Team           | 32  | Tommy Byrne        | Theodore TY02  | Ford Cosworth DFV 3.0 V8 | G      |
| Toleman Group Motorsport       | 33  | Derek Warwick      | Toleman TG183  | Hart 415T 1.5 L4t        | P      |
| Toleman Group Motorsport       | 36  | Teo Fabi           | Toleman TG181C | Hart 415T 1.5 L4t        | P      |

## Klassifikationen

### Qualifying
| Pos. | Fahrer             | Konstrukteur    | Qualifikationstraining 1 | Qualifikationstraining 1 | Qualifikationstraining 2 | Qualifikationstraining 2 | Start |
| Pos. | Fahrer             | Konstrukteur    | Zeit                     | Ø-Geschwindigkeit        | Zeit                     | Ø-Geschwindigkeit        | Start |
| ---- | ------------------ | --------------- | ------------------------ | ------------------------ | ------------------------ | ------------------------ | ----- |
| 01   | Alain Prost        | Renault         | 1:18,922                 | 166,493 km/h             | 1:16,356                 | 172,089 km/h             | 01    |
| 02   | René Arnoux        | Renault         | 1:17,868                 | 168,747 km/h             | 1:16,786                 | 171,125 km/h             | 02    |
| 03   | Michele Alboreto   | Tyrrell-Ford    | 1:18,756                 | 166,844 km/h             | 1:17,646                 | 169,230 km/h             | 03    |
| 04   | Eddie Cheever      | Ligier-Matra    | 1:18,842                 | 166,662 km/h             | 1:17,683                 | 169,149 km/h             | 04    |
| 05   | Riccardo Patrese   | Brabham-BMW     | 1:20,386                 | 163,461 km/h             | 1:17,772                 | 168,955 km/h             | 05    |
| 06   | Keke Rosberg       | Williams-Ford   | 1:19,162                 | 165,989 km/h             | 1:17,886                 | 168,708 km/h             | 06    |
| 07   | Mario Andretti     | Ferrari         | 1:19,246                 | 165,813 km/h             | 1:17,921                 | 168,632 km/h             | 07    |
| 08   | Patrick Tambay     | Ferrari         | 1:21,067                 | 162,088 km/h             | 1:17,958                 | 168,552 km/h             | 08    |
| 09   | John Watson        | McLaren-Ford    | 1:19,320                 | 165,658 km/h             | 1:17,986                 | 168,492 km/h             | 09    |
| 10   | Derek Warwick      | Toleman-Hart    | 1:20,181                 | 163,879 km/h             | 1:18,012                 | 168,436 km/h             | 10    |
| 11   | Jacques Laffite    | Ligier-Matra    | 1:19,635                 | 165,003 km/h             | 1:18,056                 | 168,341 km/h             | 11    |
| 12   | Nelson Piquet      | Brabham-BMW     | 1:19,210                 | 165,888 km/h             | 1:18,275                 | 167,870 km/h             | 12    |
| 13   | Niki Lauda         | McLaren-Ford    | 1:19,171                 | 165,970 km/h             | 1:18,333                 | 167,745 km/h             | 13    |
| 14   | Derek Daly         | Williams-Ford   | 1:19,808                 | 164,645 km/h             | 1:18,418                 | 167,564 km/h             | 14    |
| 15   | Roberto Guerrero   | Ensign-Ford     | 1:20,516                 | 163,197 km/h             | 1:18,496                 | 167,397 km/h             | 15    |
| 16   | Bruno Giacomelli   | Alfa Romeo      | 1:20,065                 | 164,117 km/h             | 1:18,622                 | 167,129 km/h             | 16    |
| 17   | Marc Surer         | Arrows-Ford     | 1:19,764                 | 164,736 km/h             | 1:18,734                 | 166,891 km/h             | 17    |
| 18   | Andrea de Cesaris  | Alfa Romeo      | 1:19,728                 | 164,810 km/h             | 1:18,761                 | 166,834 km/h             | 18    |
| 19   | Brian Henton       | Tyrrell-Ford    | 1:21,038                 | 162,146 km/h             | 1:18,765                 | 166,825 km/h             | 19    |
| 20   | Jean-Pierre Jarier | Osella-Ford     | 1:19,222                 | 165,863 km/h             | keine Zeit               | –                        | DNS   |
| 21   | Elio de Angelis    | Lotus-Ford      | 1:19,564                 | 165,150 km/h             | 1:19,302                 | 165,696 km/h             | 20    |
| 22   | Nigel Mansell      | Lotus-Ford      | 1:20,986                 | 162,250 km/h             | 1:19,439                 | 165,410 km/h             | 21    |
| 23   | Manfred Winkelhock | ATS-Ford        | 1:21,563                 | 161,102 km/h             | 1:19,767                 | 164,730 km/h             | 22    |
| 24   | Mauro Baldi        | Arrows-Ford     | 1:20,271                 | 163,695 km/h             | 1:20,824                 | 162,575 km/h             | 23    |
| 25   | Raul Boesel        | March-Ford      | 1:20,766                 | 162,692 km/h             | 1:21,215                 | 161,793 km/h             | 24    |
| 26   | Rupert Keegan      | March-Ford      | 1:26,048                 | 152,705 km/h             | 1:21,180                 | 161,863 km/h             | 25    |
| 27   | Tommy Byrne        | Theodore-Ford   | 1:24,208                 | 156,042 km/h             | 1:21,555                 | 161,118 km/h             | 26    |
| DNQ  | Teo Fabi           | Toleman-Hart    | 1:22,324                 | 159,613 km/h             | 1:21,569                 | 161,091 km/h             | –     |
| DNQ  | Eliseo Salazar     | ATS-Ford        | 1:23,148                 | 158,031 km/h             | 1:21,583                 | 161,063 km/h             | –     |
| DNQ  | Chico Serra        | Fittipaldi-Ford | 1:23,100                 | 158,123 km/h             | 1:22,387                 | 159,491 km/h             | –     |

### Rennen
| Pos. | Fahrer             | Konstrukteur  | Runden | Stopps | Zeit        | Start | Schnellste Runde |
| ---- | ------------------ | ------------- | ------ | ------ | ----------- | ----- | ---------------- |
| 01   | Michele Alboreto   | Tyrrell-Ford  | 75     | 0      | 1:41:56,888 | 03    | 1:19,639 (59.)   |
| 02   | John Watson        | McLaren-Ford  | 75     | 0      | + 27,292    | 09    | 1:20,362         |
| 03   | Eddie Cheever      | Ligier-Matra  | 75     | 0      | + 56,450    | 04    | 1:20,451         |
| 04   | Alain Prost        | Renault       | 75     | 0      | + 1:08,648  | 01    | 1:19,924         |
| 05   | Keke Rosberg       | Williams-Ford | 75     | 0      | + 1:11,375  | 06    | 1:20,878         |
| 06   | Derek Daly         | Williams-Ford | 74     | 0      | + 1 Runde   | 14    | 1:21,334         |
| 07   | Marc Surer         | Arrows-Ford   | 74     | 0      | + 1 Runde   | 17    | 1:21,147         |
| 08   | Brian Henton       | Tyrrell-Ford  | 74     | 0      | + 1 Runde   | 19    | 1:20,874         |
| 09   | Andrea de Cesaris  | Alfa Romeo    | 73     | 0      | + 2 Runden  | 18    | 1:21,693         |
| 10   | Bruno Giacomelli   | Alfa Romeo    | 73     | 0      | + 2 Runden  | 16    | 1:22,234         |
| 11   | Mauro Baldi        | Arrows-Ford   | 73     | 0      | + 2 Runden  | 23    | 1:22,126         |
| 12   | Rupert Keegan      | March-Ford    | 73     | 0      | + 2 Runden  | 25    | 1:23,050         |
| 13   | Raul Boesel        | March-Ford    | 69     | 0      | + 6 Runden  | 24    | 1:24,778         |
| –    | Manfred Winkelhock | ATS-Ford      | 62     | 2      | NC          | 22    | 1:23,833         |
| –    | Niki Lauda         | McLaren-Ford  | 53     | 0      | DNF         | 13    | 1:20,462         |
| –    | Tommy Byrne        | Theodore-Ford | 39     | 0      | DNF         | 26    | 1:24,610         |
| –    | Derek Warwick      | Toleman-Hart  | 32     | 2      | DNF         | 10    | 1:22,905         |
| –    | Elio de Angelis    | Lotus-Ford    | 28     | 0      | DNF         | 20    | 1:22,309         |
| –    | Mario Andretti     | Ferrari       | 26     | 0      | DNF         | 07    | 1:22,444         |
| –    | Nelson Piquet      | Brabham-BMW   | 26     | 0      | DNF         | 12    | 1:22,498         |
| –    | René Arnoux        | Renault       | 20     | 0      | DNF         | 02    | 1:21,543         |
| –    | Riccardo Patrese   | Brabham-BMW   | 17     | 0      | DNF         | 05    | 1:23,180         |
| –    | Nigel Mansell      | Lotus-Ford    | 9      | 0      | DNF         | 21    | 1:25,549         |
| –    | Jacques Laffite    | Ligier-Matra  | 5      | 1      | DNF         | 11    | 1:24,993         |
| DNS  | Patrick Tambay     | Ferrari       | –      | –      | –           | 08    | –                |
| DNS  | Roberto Guerrero   | Ensign-Ford   | –      | –      | –           | 15    | –                |

## WM-Stände nach dem Rennen
Die ersten sechs des Rennens bekamen 9, 6, 4, 3, 2 bzw. 1 Punkt(e). In der Fahrerwertung wurden die besten elf Resultate, in der Konstrukteurswertung alle Resultate gewertet.

### Fahrerwertung
| Pos. | Fahrer              | Konstrukteur                  | Punkte |
| ---- | ------------------- | ----------------------------- | ------ |
| 01   | Keke Rosberg        | Williams-Ford                 | 44     |
| 02   | John Watson         | McLaren-Ford                  | 39     |
| 03   | Didier Pironi       | Ferrari                       | 39     |
| 04   | Alain Prost         | Renault                       | 34     |
| 05   | Niki Lauda          | McLaren-Ford                  | 30     |
| 06   | René Arnoux         | Renault                       | 28     |
| 07   | Patrick Tambay      | Ferrari                       | 25     |
| 08   | Michele Alboreto    | Tyrrell-Ford                  | 25     |
| 09   | Elio de Angelis     | Lotus-Ford                    | 23     |
| 10   | Riccardo Patrese    | Brabham-Ford / Brabham-BMW    | 21     |
| 11   | Nelson Piquet       | Brabham-Ford / Brabham-BMW    | 20     |
| 12   | Eddie Cheever       | Ligier-Matra                  | 15     |
| 13   | Derek Daly          | Theodore-Ford / Williams-Ford | 8      |
| 14   | Nigel Mansell       | Lotus-Ford                    | 7      |
| 15   | Carlos Reutemann    | Williams-Ford                 | 6      |
| 16   | Gilles Villeneuve † | Ferrari                       | 6      |
| 17   | Jacques Laffite     | Ligier-Matra                  | 5      |
| 18   | Andrea de Cesaris   | Alfa Romeo                    | 5      |
| 19   | Mario Andretti      | Williams-Ford / Ferrari       | 4      |

| Pos. | Fahrer             | Konstrukteur               | Punkte |
| ---- | ------------------ | -------------------------- | ------ |
| 20   | Jean-Pierre Jarier | Osella-Ford                | 3      |
| 21   | Marc Surer         | Arrows-Ford                | 3      |
| 22   | Bruno Giacomelli   | Alfa Romeo                 | 2      |
| 23   | Eliseo Salazar     | ATS-Ford                   | 2      |
| 24   | Manfred Winkelhock | ATS-Ford                   | 2      |
| 25   | Mauro Baldi        | Arrows-Ford                | 2      |
| 26   | Chico Serra        | Fittipaldi-Ford            | 1      |
| 27   | Brian Henton       | Arrows-Ford / Tyrrell-Ford | 0      |
| 28   | Jochen Mass        | March-Ford                 | 0      |
| 29   | Slim Borgudd       | Tyrrell-Ford               | 0      |
| 30   | Raul Boesel        | March-Ford                 | 0      |
| 31   | Roberto Guerrero   | Ensign-Ford                | 0      |
| 32   | Derek Warwick      | Toleman-Hart               | 0      |
| 33   | Rupert Keegan      | March-Ford                 | 0      |
| 34   | Geoff Lees         | Theodore-Ford / Lotus-Ford | 0      |
| –    | Teo Fabi           | Toleman-Hart               | 0      |
| –    | Riccardo Paletti † | Osella-Ford                | 0      |
| –    | Jan Lammers        | Theodore-Ford              | 0      |
| –    | Tommy Byrne        | Theodore-Ford              | 0      |

### Konstrukteurswertung
| Pos. | Konstrukteur  | Punkte |
| ---- | ------------- | ------ |
| 01   | Ferrari       | 74     |
| 02   | McLaren-Ford  | 69     |
| 03   | Renault       | 62     |
| 04   | Williams-Ford | 58     |
| 05   | Lotus-Ford    | 30     |
| 06   | Tyrrell-Ford  | 25     |
| 07   | Brabham-BMW   | 22     |
| 08   | Ligier-Matra  | 20     |
| 09   | Brabham-Ford  | 19     |

| Pos. | Konstrukteur    | Punkte |
| ---- | --------------- | ------ |
| 10   | Alfa Romeo      | 7      |
| 11   | Arrows-Ford     | 5      |
| 12   | ATS-Ford        | 4      |
| 13   | Osella-Ford     | 3      |
| 14   | Fittipaldi-Ford | 1      |
| 15   | March-Ford      | 0      |
| 16   | Theodore-Ford   | 0      |
| –    | Toleman-Hart    | 0      |
| –    | Ensign-Ford     | 0      |